# ビーエスFOX
株式会社ビーエスFOX（ビーエスフォックス、BS-FOX）はかつて存在した、衛星基幹放送事業会社。
米国のウォルト・ディズニー・カンパニーの傘下企業、FOXネットワークス・グループの日本法人の完全子会社で、FOXグループの人気コンテンツに加え、MTV制作のバラエティ番組、韓流ドラマ等を2020年3月31日まで放送していた。
開局当初は、BSでは初めて24時間すべて海外コンテンツを放送するチャンネルでBSでは手薄だった韓流バラエティも多く放送していた。その後スポーツ中継を中心とする国内コンテンツも放送するが海外コンテンツ優位であることは変わらなかった。
2011年（平成23年）10月1日、「FOX bs238」（フォックス ビーエスにーさんはち）のチャンネル名でBSデジタル放送を開始し、2014年2月1日に、チャンネル名称を「FOXスポーツ&エンターテイメント」に変更した。その後ディズニーとFOXの経営統合を受けて、2020年9月に会社清算された。

## 沿革
- 2008年（平成20年）9月9日 - 株式会社ビーエスFOX設立。
- 2009年（平成21年）
  - 3月 - BSデジタル放送、および東経110度CS放送にHDTV1番組ずつ、計2番組を申請[2]。
  - 6月10日 - 2011年以降に開始される新しいBSデジタル放送において、HDTV1番組・16スロット分を認定することが総務省より発表された[3]。
- 2011年（平成23年）10月1日 - 午前0時に「FOX bs238」のチャンネル名で開局。開局から1年間は開局キャンペーンとして無料放送を行う[4]。プラットフォームであるスカパー!（BSデジタル放送）に加入しなくても2012年（平成24年）9月30日まで無料で視聴出来る（加入勧誘テロップも表示されない。B-CASカードを挿入しなくても視聴可能。コピーワンス。）。なお、eo光テレビなど、多くのケーブルテレビでの配信では、BSパススルー配信に対応していない場合（BS信号であるが、セットトップボックスのみで受信する）がある。
- 2012年（平成24年）10月1日 - 正式な有料放送を開始。但し2013年（平成25年）3月31日まではキャンペーン価格315円、4月1日以後は通常価格の998円となる。また、東海デジタルネットワークセンターから配信を受けるケーブルテレビ局の多くはCh.270で2013年春まで引き続き無料で放送される。なお、eo光テレビなどは諸般の都合により有料放送に移行する前の9月30日で配信を打ち切った。
- 2013年（平成25年）
  - 2月7日 - FOX SPORTS ジャパンの制作によるスポーツ番組をFOXと共同で放送開始した。
  - 2月23日 - スカパー!プレミアムサービスにて放送開始（ハイビジョン放送はCh.610、標準画質はCh.738）。これに伴ってeo光テレビ（2013年4月1日以後）など、一度BSでの配信を打ち切られた局がCSとして配信を順次再開するケーブルテレビ局もある。
  - 4月1日 - スカパー!（東経110度CS放送）におけるナショナル ジオグラフィック チャンネル（現・ナショナル ジオグラフィック）の放送事業をハリウッドムービーズから譲受。
- 2014年（平成26年）
  - 2月1日 - チャンネル名称を「FOX bs238」から「FOXスポーツ&エンターテイメント」に名称変更。
  - 5月31日 - スカパー!プレミアムサービスにて標準画質放送を終了し、ハイビジョン放送に完全移行した。
- 2016年（平成28年）
  - 12月1日 - スカパー!プレミアムサービスの衛星一般放送事業者が、スカパー・ブロードキャスティングからスカパー・エンターテイメントに変更。
- 2017年（平成29年）
  - 6月 - FOXから『ザ・シンプソンズ』が移管される。
- 2020年（令和2年）
  - 1月31日 - プロ野球・福岡ソフトバンクホークス関連番組の制作や放映を終了。放映権をスカパーJSAT（スポーツライブ+）に移譲した[5][6]。
  - 3月31日 - 同日24時00分をもって「FOXスポーツ&エンターテイメント」の放送を終了した[7]。ビーエスFOXと同じウォルト・ディズニーグループ[8]のブロードキャスト・サテライト・ディズニー（BSディズニー）が運営している「Dlife[9]」も同じく同日での放送終了を発表しており、2局は放送終了の理由について、「（ディズニーとFOX両社の経営統合に伴い）国内で展開する放送事業の方針を見直した結果」だとしている[10][11]。空いた帯域は2021年度までに予定されているBS3社（BS松竹東急・BSJapanext・BSよしもと）の新規参入並びにBSディズニーが運営しているディズニー・チャンネルのHDTV化に伴う、トランスポンダの移動用などに充てられた[12][13]。
  - 8月 - 会社解散を決議し、令和2年（2020年）9月1日発行官報号外第181号111頁に解散公告を出した。
- 2021年（令和3年）2月8日 - 清算結了。

## 放送していたチャンネル
BSデジタル放送
論理チャンネル枠：23x
- Ch.BS238 FOXスポーツ&エンターテイメント - ハイビジョン放送
  - スカパー!では、当社自ら直営放送を行っている。
  - また、当社が番組供給事業者として、スカパー!プレミアムサービス（衛星一般放送事業者は、スカパー・エンターテイメント）やスカパー!プレミアムサービス光、ケーブルテレビ局に番組供給を行っている。
  - 2014年2月1日より、「FOX bs238」からチャンネル名称を変更。
  - チャンネル名はそのまま読むと「フォックススポーツアンドエンターテイメント」となるが、チャンネルの番宣などではアンドを省略した「フォックススポーツエンターテイメント」と読まれる。
  - 2020年3月31日、放送終了。

東経110度CS放送
- Ch.343 ナショナル ジオグラフィック
  - 番組供給事業者：FOXネットワークス・グループ[15]
  - 2013年4月1日より、ハリウッドムービーズよりスカパー!の基幹放送事業を譲受。翌日より、16:9の画角情報を付加し、フルサイズのSD放送を開始した。
  - 2016年11月15日より、「ナショナル ジオグラフィック チャンネル」からチャンネル名称を「ナショナル ジオグラフィック」に変更し、2017年7月1日より、「ナショナル ジオグラフィック 未知の自然・宇宙・歴史」に名称変更した。
  - 時期不明ながら、基幹放送事業者をスカパー・エンターテイメントに移管し、同チャンネル（2018年8月28日よりハイビジョン放送）にて放送中。

## 「FOXスポーツ&エンターテイメント」の主な番組
- HAWKS BASEBALL PARK（プロ野球）
  - プロ野球中継は、ソフトバンクの主催試合を放送。他のチャンネルでの放送である場合は一部を除き、2013年度は60分にまとめたハイライト番組、2014年（セ・パ交流戦以後）は翌日0時から最大4時半（当日深夜）まで録画中継を行っている。
- アメリカン・アイドル
- Xファクター
- ヒーリング・ヨガ ナマステ
- Baby TV
- アメリカズ・ネクスト・トップ・モデル
- UK'sネクスト・トップモデル
- オーストラリアズ・ネクスト・トップモデル
- ラブ・レッスン モーレツ!恋愛革命
- ラブ・レッスン モーレツ!カップル革命
- マスターシェフ 天才料理人バトル!
- ザ・カリスマ ドッグトレーナー 〜犬の気持ち、わかります〜
- アメリカン・ダンシングスター
- ザ・ヴォイス
- ワールド・シネマ・スタイル
- MTVエンタメゾーン
  - The Hills
  - サウスパーク
- DHCテレビアワー
  - ニュース女子
  - DHCキレイを磨く!エクストリームBeauty
- 韓流バラエティアワー
- Mnet韓流アワー
  - Get It Beauty
  - 旅に恋するオリーブガール
- 韓流ドラマアワー
  - 恋するハイエナ
  - イヴのすべて
  - 華麗なるギャツビー
  - 偉大なるキャッツビー
  - ラブ・トレジャー 〜夜になればわかること〜
  - 白い巨塔
  - オークションハウス
- ドッキリ!ギャグタイム
- SEX AND THE CITY
- プロム・クイーン
- ミディアム 霊脳捜査官アリソン・デュボア
- 発明の女神☆めざせミリオネア
- デキる女の負け犬事情
- One Tree Hill
- リップスティック・ジャングル
- ウォーキング・デッド
- The O.C.
- リスナー 心を読む青い瞳
- 全米映画俳優組合賞
- ナショジオ ワイルド プレミアム
- 世界遺産スペシャル
- FOX BACKSTAGE PASS
- セレブリティ・ステーション

など